# قانون ختان الإناث (2003)
قانون ختان الإناث 2003، سن برلمان المملكة المتحدة قانون ختان الإناث 2003 (ج 31) والذي يطبق في إنجلترا، وويلز، وايرلندا الشمالية، وقد قدمه بارونث رندل في الرابع من يوليو لعام 2003 كمشروع قانون رقم 98 لمجلس اللوردات، واحتاج هذا القانون إلى إجراءات تشريعية مسبقة لتحريم ختان الإناث لأمم المملكة المتحدة، حتى وإن حدث ذلك خارج حدود المملكة بالإضافة إلى زيادة العقوبة القصوى لتتراوح ما بين خمس سنوات إلى أربع عشرة سنة.
وتم استبدال هذا القانون بقانون منع ختان الإناث 1985 ولكن القانون الجديد لم يشمل اسكتلندا لوجود قانون مطابق بها وهو قانون منع ختان الإناث(اسكتلندا )2005
وقد أوضح الخبراء أن عدد النساء الخاضعات لهذا الإجراء في المملكة المتحدة في عام 2003 كان حوالي أربعة وسبعين ألف سيدة، مما أدى إلى تعرض أكثر من سبعة آلاف فتاة لهذا الخطر خارج المملكة، ولم يتم معاقبة مخترقي هذا القانون، أو قانون 1985،
وأول من تم محاكمته هو طبيب بمستشفى وايننجتون التي تقرب من هايغيت بلندن ولكنه برأ من هذه التهمة في فبراير 2015.